# Anna Politkowska
Anna Stiepanowna Politkowska (ros. Анна Степановна Политковская, z domu Mazepa (ur. 30 sierpnia 1958 w Nowym Jorku, zm. 7 października 2006 w Moskwie) – rosyjska dziennikarka niezależna pochodzenia ukraińskiego, znana z krytycznego stosunku do administracji Putina oraz prowadzonej przez niego wojny w Czeczenii.

## Życiorys
Urodziła się jako Anna Mazepa w Nowym Jorku w 1958 roku, gdzie jej rodzice (z pochodzenia Ukraińcy) byli dyplomatami przy ONZ. W 1980 roku ukończyła dziennikarstwo na Uniwersytecie Moskiewskim. W czasie studiów wyszła za mąż za znanego później dziennikarza telewizyjnego Aleksandra Politkowskiego. Mieli dwoje dzieci: syna Ilię i córkę Wierę.
Pracowała dla następujących gazet:
- „Izwiestija” (1982-1993)
- „Obszczaja Gazeta” (1994-1999)
- „Nowaja gazieta” (czerwiec 1999 – 2006)

Na początku lat 90. uzyskała obywatelstwo USA. Pisząc dla „Nowaja Gazeta” (opozycyjnej wobec władz Federacji Rosyjskiej) zwracała uwagę na łamanie praw człowieka w Czeczenii. Otwarcie krytykowała Władimira Putina i Ramzana Kadyrowa. W roku 2002 napisała książkę Wtoraja Czeczenskaja (polskie wydanie w 2006 roku). Jej książka Putin’s Russia (Rosja Putina) była po raz pierwszy wydana w 2004 roku w Wielkiej Brytanii. Za swoją rzetelną pracę była od 1999 wielokrotnie nagradzana w Rosji i za granicą. Otrzymała z rąk Ryszarda Kapuścińskiego nagrodę Lettre Ulysses 2003. Swoimi reportażami zdobyła rozgłos w mediach międzynarodowych. Jej książki zostały przetłumaczone na wiele języków m.in. na angielski, francuski, niemiecki, hiszpański, duński, estoński, włoski, fiński, niderlandzki, norweski, szwedzki i japoński.
Kilkakrotnie brała udział w negocjacjach dotyczących uwolnienia porwanych, między innymi w październiku 2002 roku, podczas zajęcia przez terrorystów teatru w Dubrowce. Dwa lata później, nie udało się jej dotrzeć na miejsce tragedii w Biesłanie, zasłabła w samolocie. Sugerowała wówczas, że podano jej w herbacie szkodliwy środek.
7 października 2006 znaleziono ją zastrzeloną w windzie jej bloku przy ulicy Leśnej 8/12 koło Dworca Białoruskiego w centrum Moskwy. Na miejscu znaleziono porzucony pistolet i łuski. Wcześniej wielokrotnie grożono jej śmiercią.
Anna Politkowska występuje w ostatnim filmie Andrieja Niekrasowa pt. Bunt. Sprawa Litwinienki (2007). Twórcy tego obrazu ukazali w nim swoją wizję dzisiejszej Rosji i przedstawili tezę, że osoby niewygodne dla władz są stopniowo likwidowane. W filmie ukazano m.in. najnowsze poglądy antykremlowskiej opozycji na temat śmierci Politkowskiej.
Z okazji pierwszej rocznicy śmierci Anny Politkowskiej, organizacja „Reporterzy bez Granic” zorganizowała marsz protestacyjny w Paryżu przeciw brakowi postępów śledztwa w sprawie zabójstwa jej oraz 17 innych dziennikarzy rosyjskich. Europarlamentarzyści Konrad Szymański oraz Vytautas Landsbergis 2 października 2007 zorganizowali wystawę w Parlamencie Europejskim prezentującą rosyjskie zbrodnie dokonane podczas wojen w Czeczenii, które opatrzone były m.in. komentarzami Anny Politkowskiej (wystawa ta, mimo że była oficjalnie zorganizowana, została w niejasnych okolicznościach zdemontowana następnej nocy przez służby porządkowe).
14 grudnia 2012 r. Amnesty International podała, że skazano zabójcę Anny Politkowskiej. Dmitrij Pawluczenkow, były oficer policji, został uznany za winnego i skazany na 11 lat w kolonii karnej o podwyższonym nadzorze. Następnie ułaskawiony przez Putina w zamian za walkę w wojnie w Ukrainie. We wspólnym oświadczeniu "Nowaja Gazieta" i dzieci Politkowskiej – Ilja i Wiera – stwierdziły, że ułaskawienie było "potworną niesprawiedliwością, obrazą pamięci o osobie zamordowanej za przekonania i wykonywanie obowiązków zawodowych".
5 czerwca 2014 r. w Warszawie w Ogrodzie Sprawiedliwych odsłonięto kamień upamiętniający jej osobę i posadzono drzewo pamięci.

## Nagrody
| Najważniejsze nagrody otrzymane przez Annę Politkowską | Najważniejsze nagrody otrzymane przez Annę Politkowską |
| ------------------------------------------------------ | --- |
| 1999                                                   | - Złote Pióro Rosji (Nagroda Związku Dziennikarzy Rosji) |
| 2000                                                   | - Dobry Uczynek – Dobre Serce (Nagroda Związku Dziennikarzy Rosji) |
| 2001                                                   | - Global Award for Human Rights Journalism (Nagroda Amnesty International) |
| 2003                                                   | - Lettre Ulysses Award - Hermann Kesten Medal - Nagroda dziennikarska OBWE za odważną i profesjonalną pracę, służącą popieraniu praw człowieka i wolności prasy                |
| 2004                                                   | - Olof Palme Prize |
| 2006                                                   | - Międzynarodowa Nagroda Literacka im. Tiziano Terzaniego (Premio Terzani) |
| 2007                                                   | - UNESCO/Guillermo Cano World Press Freedom Prize - National Press Club/John Aubuchon Freedom of the Press Award - Democracy Award (Nagroda National Endowment for Democracy ) |

## Publikacje

### Książki wydane po polsku
- Anna Politkovskaya Rosja Putina (tytuł rosyjski: Путинская Россия; tytuł angielski: Putin’s Russia, tłum. z angielskiego: T. Korecki, Studio Emka, Warszawa 2005, ISBN 83-88931-64-4)
- Anna Politkowska Druga wojna czeczeńska (tytuł rosyjski: Вторая чеченская, tłum. z rosyjskiego: I. Lewandowska, Znak, Kraków 2006, ISBN 83-240-0644-3)
- Anna Politkowska Udręczona Rosja. Dziennik buntu (tytuł angielski: A Russian Diary, tłum. z angielskiego: A. Michalska, Noir sur Blanc, Warszawa 2007, ISBN 978-83-7392-246-4)
- Anna Politkowska Tylko prawda. Artykuły i reportaże (tytuł angielski: Nothing but the Truth: Selected Dispatches, tłum. S. Szymański, Prószyński i S-ka, 2011, ISBN 978-83-7648-919-3)

### Książki niewydane po polsku
- Anna Politkovskaïa Voyage en enfer. Journal de Tchetchénie (tłum.: G. Ackerman i P. Lorrain. Robert Laffont, Paris, 2000) – wydanie francuskie
- Anna Politkovskaya A Dirty War. A Russian Reporter in Chechnya (tłum.: J. Crowfoot. The Harvill Press, 2001) – wydanie angielskie
- Anna Politkovskaya A Small Corner of Hell. Dispatches from Chechnya (tłum.: A. Burry, T. Tulchinsky. University Of Chicago Press, 2003) – wydanie angielskie (część reportaży zawiera Druga wojna czeczeńska)
- Anna Politkovskaïa Tchétchénie, le déshonneur russe (tłum.: G. Ackerman. Buchet Chastel, 2003) – wydanie francuskie

### Książki wydane po rosyjsku
- Вторая чеченская (Wtoraja Czeczenskaja, Moskwa, 2002)
- Чужая война, или Жизнь за шлагбаумом. Чечня (Czużaja wojna, ili Żizń za szlagbaumom. Czecznja, Moskwa, 2002) – reportaże m.in. o życiu cywilów w Groznym, uchodźcach w Inguszetii, zaczystkach, porwaniu Kennetha Glucka, czystkach etnicznych.
- Путинская Россия (Putinskaja Rossija, 2007)
- За что (Za Szto, 2007)

## Literatura o Annie Politkowskiej
- Hommage à Anna Politkovskaïa  (Buchet-Chastel, 2007)

## Filmy biograficzne o Annie Politkowskiej
- Ein Artikel zu viel (ang. Letter to Anna), reż. Eric Bergkraut, 2008. Film opowiada o życiu i śmierci dziennikarki. Zawiera wywiady z jej dziećmi, córką Wierą i synem Ilią, byłym mężem Aleksandrem Politkoskim oraz innymi osobami, takimi jak szachista Garri Kasparow, biznesmen Boris Bieriezowski i reżyser Andriej Niekrasow.
- Anna Politkowska. Siedem lat na froncie (ang. Anna, Seven Years on The Frontline), film dokumentalny, reż. Masza Nowikowa, prod. Holandia 2008.
- Gorzki smak wolności (ang. A bitter taste of freedom), film dokumentalny, reż. Marina Goldowska, prod. Szwecja/Rosja/USA 2011. Film zdobył nagrodę najlepszego obrazu dokumentalnego w Konkursie Filmów Dokumentalnych na 27. Warszawskim Festiwalu Filmowym.

## Galeria

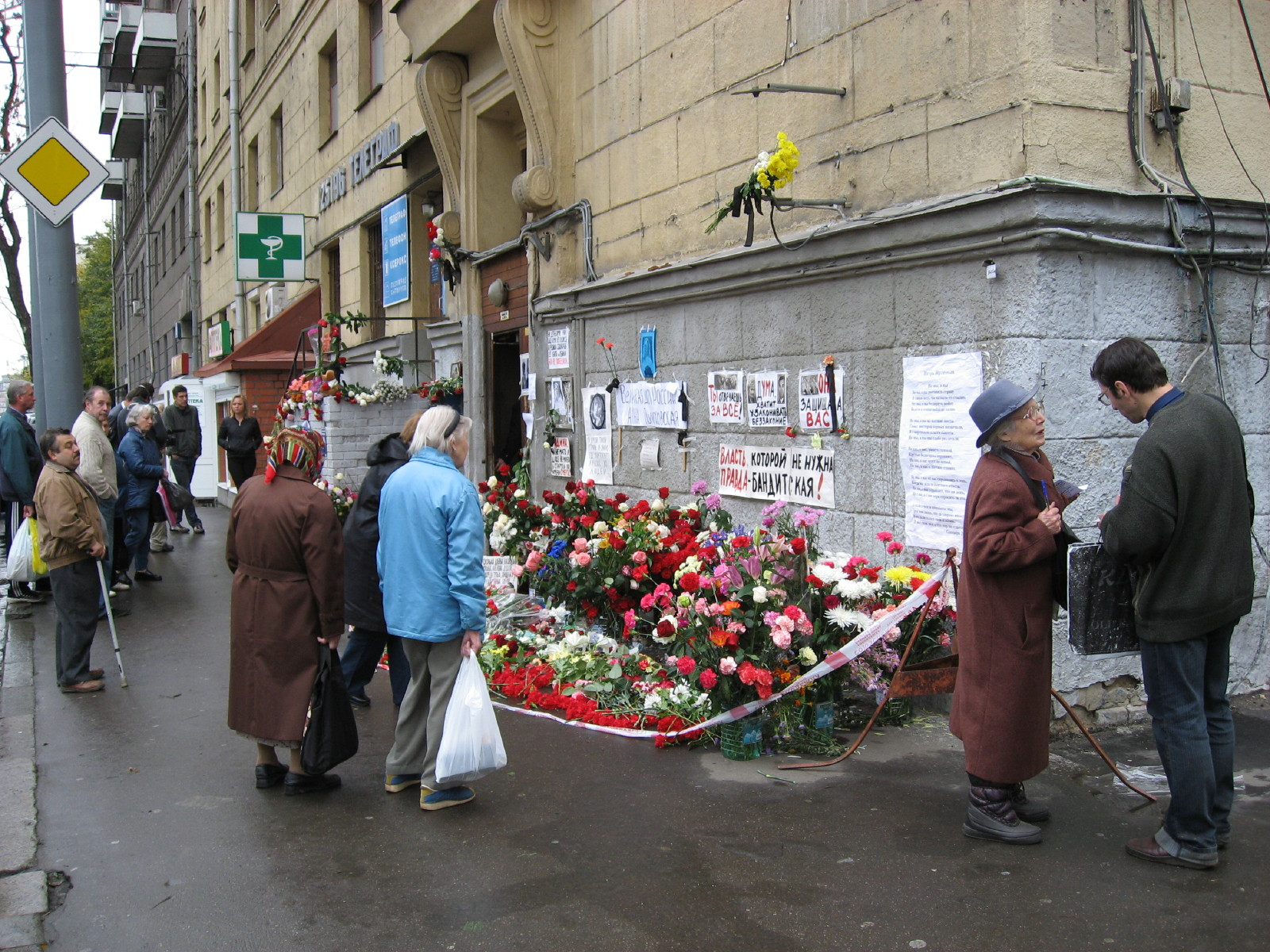
Moskwa, 10 X 2006
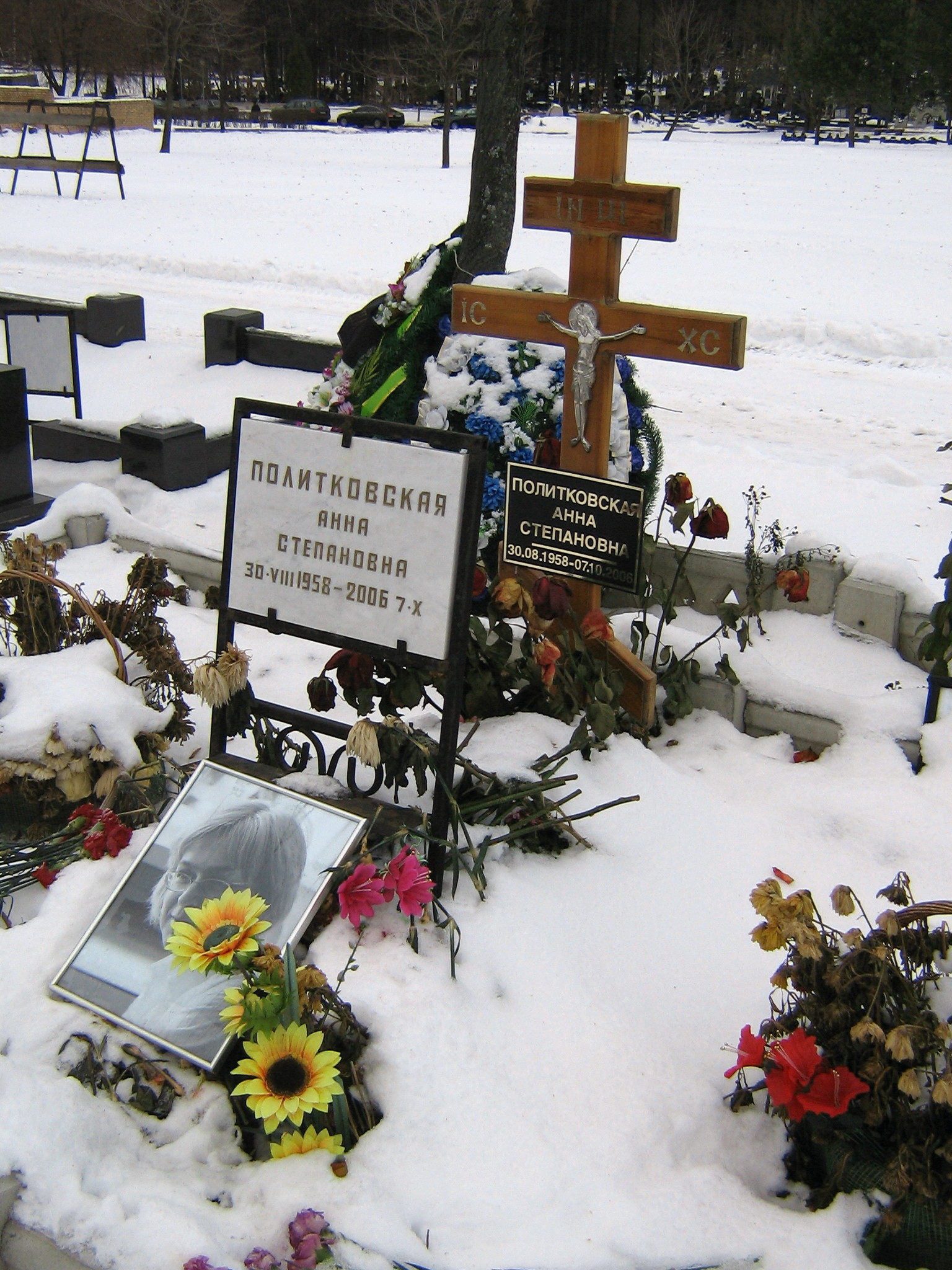
Grób
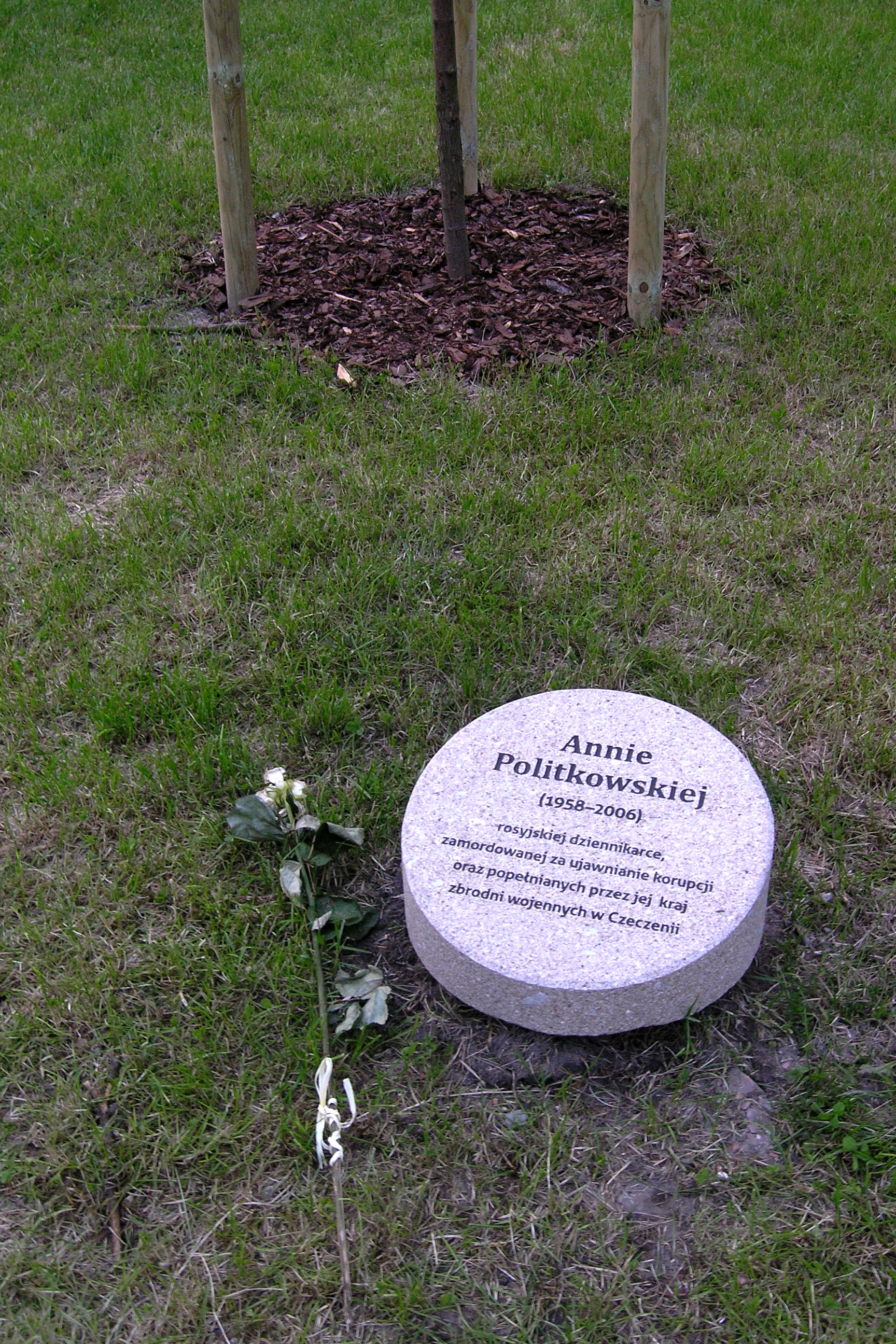
Obelisk upamiętniający Annę Politkowską w Ogrodzie Sprawiedliwych w Warszawie
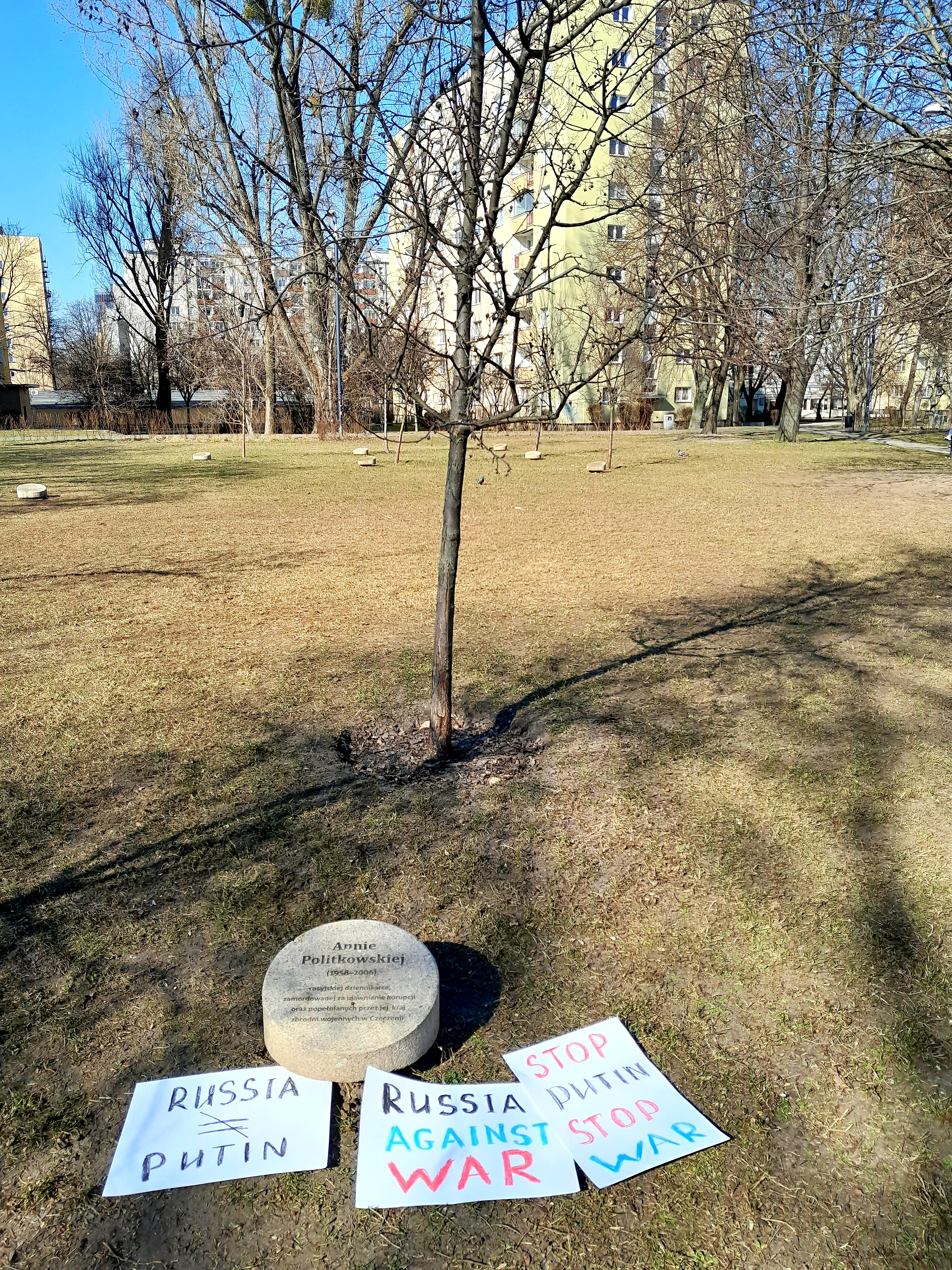
Warszawski Ogród Sprawiedliwych. Manifestacja poparcia dla Rosjan, którzy są przeciwko Putinowi, 19 marca 2022